# Segunda Categoría de Santa Elena 2021
El Campeonato Provincial de Fútbol de Segunda Categoría de Santa Elena 2021, llamado oficialmente «Copa Pronóstico BET-365» por motivos de patrocinio, fue un torneo de fútbol en Ecuador en el cual compitieron equipos de la provincia de Santa Elena. El torneo fue organizado por Asociación de Fútbol Profesional de Santa Elena (AFPSE) y avalado por la Federación Ecuatoriana de Fútbol. El torneo empezó el 6 de junio y finalizó el 31 de julio. Participaron 11 clubes de fútbol y entregó cuatro cupos a los play-offs del Ascenso Nacional 2021 por el ascenso a la Serie B, además el campeón se clasificó a la 1.ª fase de la Copa Ecuador 2022.

## Sistema de campeonato
El sistema determinado por la Asociación de Fútbol Profesional de Santa Elena fue el siguiente:
- Primera fase: Se jugaron 2 grupos uno de 5 equipos y el segundo con los 6 equipos restantes en un sistema de todos contra todos en juegos solo de ida (5 fechas), al finalizar la primera fase los 2 equipos mejor ubicados de cada grupo clasificaron a la segunda fase y también avanzaron a los play-offs del Ascenso Nacional 2021.

- Segunda fase: Se jugó un play-off con los cuatro equipos, en encuentros a partido único, los ganadores de cada uno de las llaves se clasificaron a la final para definir el título, mientras que los perdedores definieron el 3.º y 4.º puesto.

- - Llave 1: 1.º A vs. 2.º B
  - Llave 2: 1.º B vs. 2.º A

Los dos equipos que ganaron sus respectivas llaves, pasaron a la fase final del torneo.
- Fase final: Los 2 equipos clasificados de los encuentros de semifinales jugaron a partido único del cual los dos equipos definieron el campeón y subcampeón provincial además el campeón clasificó a la primera fase de la Copa Ecuador 2022.

## Equipos participantes
| Equipos participantes                      | Equipos participantes | Equipos participantes |
| ------------------------------------------ | --------------------- | --------------------- |
|                                            |                       |                       |
| Equipo                                     | Ciudad                | Estadio               |
| Club Deportivo Juvenil Carlos Borbor Reyes | Salinas               | El Dorado             |
| Club Deportivo Sport Bilbao SV             | Anconcito             | El Dorado             |
| Club Atlético Espartanos                   | Salinas               | El Dorado             |
| Lobos Máster Fútbol Club                   | Salinas               | El Dorado             |
| Dreamers Fútbol Club                       | Santa Elena           | El Dorado             |
| Club Sport Ecuador                         | Montañita             | El Dorado             |
| Santa Elena Sporting Club                  | Santa Elena           | El Dorado             |
| Club Deportivo Santa Elena Sumpa           | Santa Elena           | El Dorado             |
| Peninsulares Fútbol Club                   | Santa Elena           | El Dorado             |
| Cobras Fútbol Club                         | Santa Elena           | El Dorado             |
| Huancavilca Sporting Club                  | Santa Elena           | El Dorado             |

## Equipos por cantón
| Cantón                                                                      | N.º | Equipos |
| --------------------------------------------------------------------------- | --- | --- |
| [[Archivo:\|20x20px\|border\|Bandera de Santa Elena (Ecuador)]] Santa Elena | 7   | - Dreamers F. C. - Santa Elena S. C. - C. S. Ecuador - Dep. Santa Elena - Cobras F. C. - Huancavilca S. C. - Peninsulares F. C. |
| Salinas                                                                     | 4   | - Sport Bilbao SV - Carlos Borbor Reyes - Espartanos - Lobos Máster                                                             |

## Primera fase

### Grupo A
|                                                                 |    | Equipo              | PJ | PG | PE | PP | GF | GC | DG  | PTS |
| --------------------------------------------------------------- | -- | ------------------- | -- | -- | -- | -- | -- | -- | --- | --- |
| [[Archivo:\|20x20px\|border\|Bandera de Santa Elena (Ecuador)]] | 1. | Dep. Santa Elena    | 4  | 4  | 0  | 0  | 11 | 1  | +10 | 12  |
|                                                                 | 2. | Carlos Borbor Reyes | 4  | 2  | 0  | 2  | 7  | 11 | −4  | 6   |
| [[Archivo:\|20x20px\|border\|Bandera de Santa Elena (Ecuador)]] | 3. | Peninsulares F. C.  | 4  | 1  | 1  | 2  | 4  | 5  | −1  | 4   |
| [[Archivo:\|20x20px\|border\|Bandera de Santa Elena (Ecuador)]] | 4. | C. S. Ecuador       | 4  | 1  | 1  | 2  | 3  | 6  | −3  | 4   |
|                                                                 | 5. | Espartanos          | 4  | 1  | 0  | 3  | 3  | 5  | −2  | 3   |

|  | Clasificados a los play-offs de Segunda Categoría 2021. |

### Evolución de la clasificación
| Equipo / Jornada                                                                   | 01 | 02 | 03 | 04 | 05 |
| ---------------------------------------------------------------------------------- | -- | -- | -- | -- | -- |
| [[Archivo:\|20x20px\|border\|Bandera de Santa Elena (Ecuador)]] Dep. Santa Elena   | 1  | 1  | 1  | 1  | 1  |
| Carlos Borbor Reyes                                                                | 5  | 5  | 4  | 4  | 2  |
| [[Archivo:\|20x20px\|border\|Bandera de Santa Elena (Ecuador)]] Peninsulares F. C. | 3  | 4  | 5  | 5  | 3  |
| [[Archivo:\|20x20px\|border\|Bandera de Santa Elena (Ecuador)]] C. S. Ecuador      | 2  | 2  | 3  | 2  | 4  |
| Espartanos                                                                         | 4  | 3  | 2  | 3  | 5  |

### Resultados
| C. S. Ecuador       | 1 - 0              | Espartanos            | Washington Álvarez | 6 de junio         | 10:00              |
| Carlos Borbor Reyes | 0 - 5              | Deportivo Santa Elena | Washington Álvarez | 6 de junio         | 13:00              |
| Libre:              | Peninsulares F. C. | Peninsulares F. C.    | Peninsulares F. C. | Peninsulares F. C. | Peninsulares F. C. |

| Espartanos            | 3 - 2         | Carlos Borbor Reyes | Washington Álvarez | 13 de junio   | 10:00         |
| Deportivo Santa Elena | 1 - 0         | Peninsulares F. C.  | Washington Álvarez | 13 de junio   | 13:00         |
| Libre:                | C. S. Ecuador | C. S. Ecuador       | C. S. Ecuador      | C. S. Ecuador | C. S. Ecuador |

| Carlos Borbor Reyes   | 3 - 2      | Peninsulares F. C. | Washington Álvarez | 20 de junio | 10:00      |
| Deportivo Santa Elena | 3 - 0      | C. S. Ecuador      | Washington Álvarez | 20 de junio | 13:00      |
| Libre:                | Espartanos | Espartanos         | Espartanos         | Espartanos  | Espartanos |

| Peninsulares F. C.    | 1 - 1               | C. S. Ecuador       | Washington Álvarez  | 27 de junio         | 10:00               |
| Deportivo Santa Elena | 1 - 0               | Espartanos          | Washington Álvarez  | 27 de junio         | 13:00               |
| Libre:                | Carlos Borbor Reyes | Carlos Borbor Reyes | Carlos Borbor Reyes | Carlos Borbor Reyes | Carlos Borbor Reyes |

| C. S. Ecuador      | 1 - 2                 | Carlos Borbor Reyes   | Washington Álvarez    | 4 de julio            | 10:00                 |
| Peninsulares F. C. | 1 - 0                 | Espartanos            | Washington Álvarez    | 4 de julio            | 13:00                 |
| Libre:             | Deportivo Santa Elena | Deportivo Santa Elena | Deportivo Santa Elena | Deportivo Santa Elena | Deportivo Santa Elena |

### Grupo B
|                                                                 |    | Equipo            | PJ | PG | PE | PP | GF | GC | DG  | PTS |
| --------------------------------------------------------------- | -- | ----------------- | -- | -- | -- | -- | -- | -- | --- | --- |
|                                                                 | 1. | Lobos Máster      | 5  | 4  | 1  | 0  | 12 | 4  | +8  | 13  |
| [[Archivo:\|20x20px\|border\|Bandera de Santa Elena (Ecuador)]] | 2. | Huancavilca S. C. | 5  | 3  | 2  | 0  | 11 | 3  | +8  | 11  |
| [[Archivo:\|20x20px\|border\|Bandera de Santa Elena (Ecuador)]] | 3. | Santa Elena S. C. | 5  | 3  | 0  | 2  | 13 | 6  | +7  | 9   |
|                                                                 | 4. | Sport Bilbao      | 5  | 2  | 0  | 3  | 8  | 15 | −7  | 6   |
| [[Archivo:\|20x20px\|border\|Bandera de Santa Elena (Ecuador)]] | 5. | Cobras F. C.      | 5  | 1  | 1  | 3  | 8  | 7  | +1  | 4   |
| [[Archivo:\|20x20px\|border\|Bandera de Santa Elena (Ecuador)]] | 6. | Dreamers F. C.    | 5  | 0  | 0  | 5  | 2  | 19 | −17 | 0   |

|  | Clasificados a los Play-Offs de Segunda Categoría 2021. |

### Evolución de la clasificación
| Equipo / Jornada                                                                  | 01 | 02 | 03 | 04 | 05 |
| --------------------------------------------------------------------------------- | -- | -- | -- | -- | -- |
| Lobos Máster                                                                      | 2  | 2  | 2  | 1  | 1  |
| [[Archivo:\|20x20px\|border\|Bandera de Santa Elena (Ecuador)]] Huancavilca S. C. | 4  | 4  | 3  | 3  | 2  |
| [[Archivo:\|20x20px\|border\|Bandera de Santa Elena (Ecuador)]] Santa Elena S. C. | 1  | 1  | 1  | 2  | 3  |
| Sport Bilbao                                                                      | 6  | 3  | 4  | 4  | 4  |
| [[Archivo:\|20x20px\|border\|Bandera de Santa Elena (Ecuador)]] Cobras F. C.      | 3  | 5  | 5  | 5  | 5  |
| [[Archivo:\|20x20px\|border\|Bandera de Santa Elena (Ecuador)]] Dreamers F. C.    | 5  | 6  | 6  | 6  | 6  |

### Resultados
| Sport Bilbao   | 0 - 3 | Santa Elena S. C. | Washington Álvarez | 5 de junio | 10:00 |
| Cobras F. C.   | 0 - 0 | Huancavilca S. C. | Washington Álvarez | 5 de junio | 13:00 |
| Dreamers F. C. | 0 - 1 | Lobos Máster      | Washington Álvarez | 5 de junio | 16:00 |

| Lobos Máster   | 1 - 1 | Huancavilca S. C. | Washington Álvarez | 12 de junio | 10:00 |
| Dreamers F. C. | 0 - 3 | Santa Elena S. C. | Washington Álvarez | 12 de junio | 13:00 |
| Cobras F. C.   | 1 - 2 | Sport Bilbao      | Washington Álvarez | 12 de junio | 16:00 |

| Cobras F. C.   | 0 - 3 | Santa Elena S. C. | Washington Álvarez | 19 de junio | 10:00 |
| Dreamers F. C. | 0 - 3 | Huancavilca S. C. | Washington Álvarez | 19 de junio | 13:00 |
| Lobos Máster   | 5 - 0 | Sport Bilbao      | Washington Álvarez | 19 de junio | 16:00 |

| Dreamers F. C.    | 2 - 6 | Sport Bilbao      | Washington Álvarez | 26 de junio | 10:00 |
| Huancavilca S. C. | 3 - 2 | Santa Elena S. C. | Washington Álvarez | 26 de junio | 13:00 |
| Cobras F. C.      | 1 - 2 | Lobos Máster      | Washington Álvarez | 26 de junio | 16:00 |

| Lobos Máster      | 3 - 2 | Santa Elena S. C. | Washington Álvarez | 3 de julio | 10:00 |
| Dreamers F. C.    | 0 - 6 | Cobras F. C.      | Washington Álvarez | 3 de julio | 13:00 |
| Huancavilca S. C. | 4 - 0 | Sport Bilbao      | Washington Álvarez | 3 de julio | 16:00 |

## Fase final
|  | Semifinales         | Semifinales         | Semifinales  |              |                       | Final                 | Final       | Final       |  |
|  | 17 de julio         | 17 de julio         | 17 de julio  |              |                       | 31 de julio           | 31 de julio | 31 de julio |  |
|  |                     |                     |              |              |                       |                       |             |             |  |
|  |                     |                     |              |              |                       |                       |             |             |  |
|  | Dep. Santa Elena    | Dep. Santa Elena    | 5            |              |                       |                       |             |             |  |
|  | Dep. Santa Elena    | Dep. Santa Elena    | 5            |              |                       |                       |             |             |  |
|  | Huancavilca S. C.   | Huancavilca S. C.   | 1            |              |                       |                       |             |             |  |
|  | Huancavilca S. C.   | Huancavilca S. C.   | 1            |              | Dep. Santa Elena (p.) | Dep. Santa Elena (p.) | 3 (5)       |             |  |
|  |                     |                     |              |              | Dep. Santa Elena (p.) | Dep. Santa Elena (p.) | 3 (5)       |             |  |
|  |                     |                     | Lobos Máster | Lobos Máster | 3 (4)                 |                       |             |             |  |
|  | Lobos Máster        | Lobos Máster        | Lobos Máster | Lobos Máster | 3 (4)                 | 3                     |             |             |  |
|  | Lobos Máster        | Lobos Máster        |              |              |                       | 3                     |             |             |  |
|  | Carlos Borbor Reyes | Carlos Borbor Reyes | 1            |              |                       |                       |             |             |  |
|  | Carlos Borbor Reyes | Carlos Borbor Reyes | 1            |              |                       |                       |             |             |  |
|  |                     |                     |              |              |                       |                       |             |             |  |

### Semifinales
| Fecha              | Lugar | Local            |                                                                 | Resultado |                                                                 | Visitante           |
| ------------------ | ----- | ---------------- | --------------------------------------------------------------- | --------- | --------------------------------------------------------------- | ------------------- |
| 17 de julio, 10:00 | Ancón | Lobos Máster     |                                                                 | 3 – 1     |                                                                 | Carlos Borbor Reyes |
| 17 de julio, 14:00 | Ancón | Dep. Santa Elena | [[Archivo:\|20x20px\|border\|Bandera de Santa Elena (Ecuador)]] | 5 – 1     | [[Archivo:\|20x20px\|border\|Bandera de Santa Elena (Ecuador)]] | Huancavilca S. C.   |

### Partido por el tercer puesto
| Fecha              | Lugar | Local               |  | Resultado |                                                                 | Visitante         |
| ------------------ | ----- | ------------------- |  | --------- | --------------------------------------------------------------- | ----------------- |
| 31 de julio, 10:00 | Ancón | Carlos Borbor Reyes |  | 1 – 3     | [[Archivo:\|20x20px\|border\|Bandera de Santa Elena (Ecuador)]] | Huancavilca S. C. |

### Final
| Fecha              | Lugar | Local            |                                                                 | Resultado     |  | Visitante    |
| ------------------ | ----- | ---------------- | --------------------------------------------------------------- | ------------- |  | ------------ |
| 31 de julio, 14:00 | Ancón | Dep. Santa Elena | [[Archivo:\|20x20px\|border\|Bandera de Santa Elena (Ecuador)]] | (5) 3 – 3 (4) |  | Lobos Máster |

| |
| [[Archivo:\|80px\|border\|Bandera de Santa Elena (Ecuador)]] |
| Campeón Club Deportivo Santa Elena Sumpa 1.er título Clasificado a los play-offs de Segunda Categoría 2021 y a la 1.ª fase de la Copa Ecuador 2022. También clasificó Lobos Máster Fútbol Club como subcampeón, Huancavilca Sporting Club como tercer puesto y el Club Carlos Borbor Reyes como cuarto puesto. |

## Clasificación general
| Pos. | Equipos              | Prom. | Pts. | PJ | PG | PE | PP | GF | GC | Dif. | Fase en la que concluyó su participación |
| ---- | -------------------- | ----- | ---- | -- | -- | -- | -- | -- | -- | ---- | ---------------------------------------- |
| 1.   | Dep. Santa Elena (C) | 2.667 | 16   | 6  | 5  | 1  | 0  | 19 | 5  | +14  | Final                                    |
| 2.   | Lobos Máster         | 2.429 | 17   | 7  | 5  | 2  | 0  | 18 | 8  | +10  | Final                                    |
| 3.   | Huancavilca S. C.    | 2.000 | 14   | 7  | 4  | 2  | 1  | 15 | 9  | +6   | Definición del tercer puesto             |
| 4.   | Carlos Borbor Reyes  | 1.000 | 6    | 6  | 2  | 0  | 4  | 9  | 17 | −8   | Definición del tercer puesto             |
| 5.   | Santa Elena S. C.    | 1.800 | 9    | 5  | 3  | 0  | 2  | 13 | 6  | +7   | Primera fase                             |
| 6.   | Sport Bilbao         | 1.200 | 6    | 5  | 2  | 0  | 3  | 8  | 15 | −7   | Primera fase                             |
| 7.   | Peninsulares F. C.   | 1.000 | 4    | 4  | 1  | 1  | 2  | 4  | 5  | −1   | Primera fase                             |
| 8.   | C. S. Ecuador        | 1.000 | 4    | 4  | 1  | 1  | 2  | 3  | 6  | −3   | Primera fase                             |
| 9.   | Cobras F. C.         | 0.800 | 4    | 5  | 1  | 1  | 3  | 8  | 7  | +1   | Primera fase                             |
| 10.  | Espartanos           | 0.750 | 3    | 4  | 1  | 0  | 3  | 3  | 5  | −2   | Primera fase                             |
| 11.  | Dreamers F. C.       | 0.000 | 0    | 5  | 0  | 0  | 5  | 2  | 19 | −17  | Primera fase                             |

## Goleadores
| Pos. | Jugador       | Equipo            | Goles |
| ---- | ------------- | ----------------- | ----- |
| 1    | Byron Cano    | Santa Elena S. C. | 6     |
| 2    | Bryan Ruiz    | Dep. Santa Elena  | 5     |
| 3    | Erick Mariño  | Huancavilca S. C. | 5     |
| 4    | May Angulo    | Sport Bilbao      | 4     |
| 5    | Diego Coronel | Dep. Santa Elena  | 3     |